# Cucova, Bacău
Cucova este un sat în comuna Valea Seacă din județul Bacău, Moldova, România. Se află în cea mai mare parte de-a lungul versanților văii descendente a pârâului Cucova, care pornește de pe versantul de est al Piemontului Orbenilor, prelungire sud-estică a Culmii Pietricica.

## Așezare, căi de comunicație, hidrografie, climă

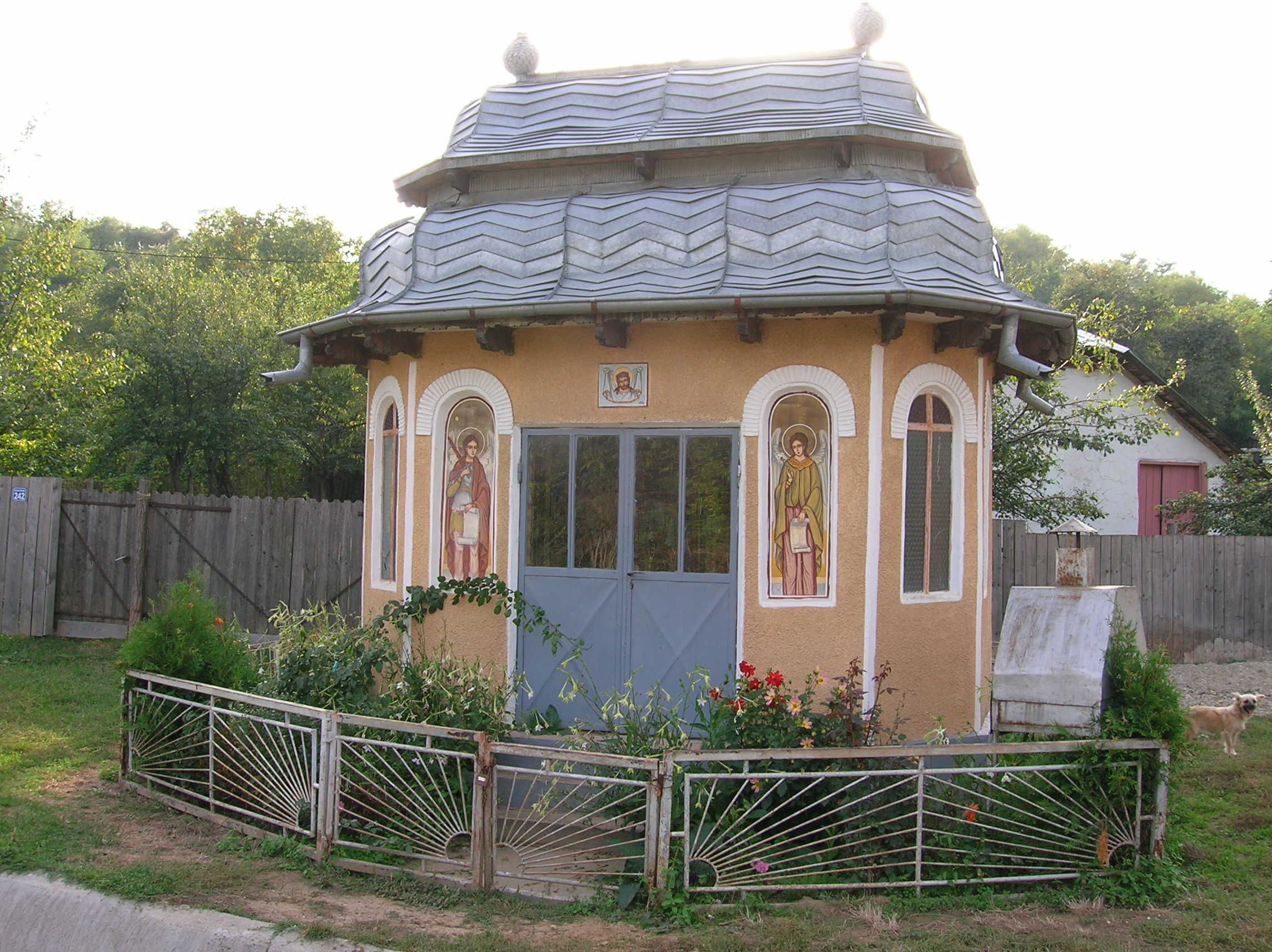
Troiţa de lângă podul care face legătura dintre Cucova şi Satul Valea Seacă

Satul Cucova se află la nord de satul Valea Seacă și la sud de satul Scurta din Comuna Orbeni, fiind traversat de DJ 119D (asfaltat ) pe porțiunea Valea Seaca-Cucova-Orbeni.
În continuarea porțiunii DJ119D,  se află un drum comunal asfaltat.
Cele mai apropiate stații CFR sunt Orbeni și Sascut.
Climatul zonei este unul temperat-continental excesiv, cu ierni reci, veri secetoase și călduroase.

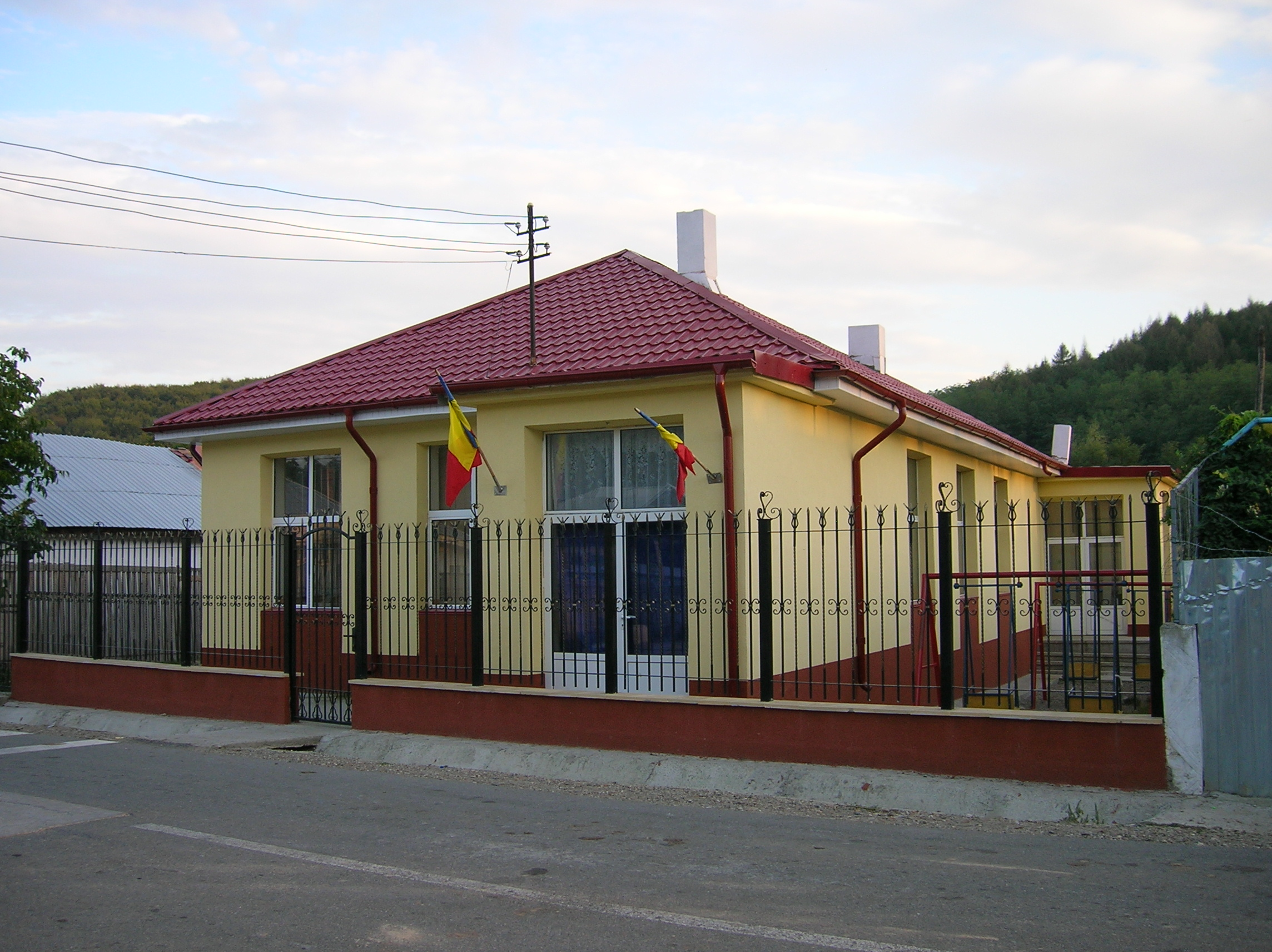
Şcoala cu clasele I-IV Nr. 3 din satul Cucova

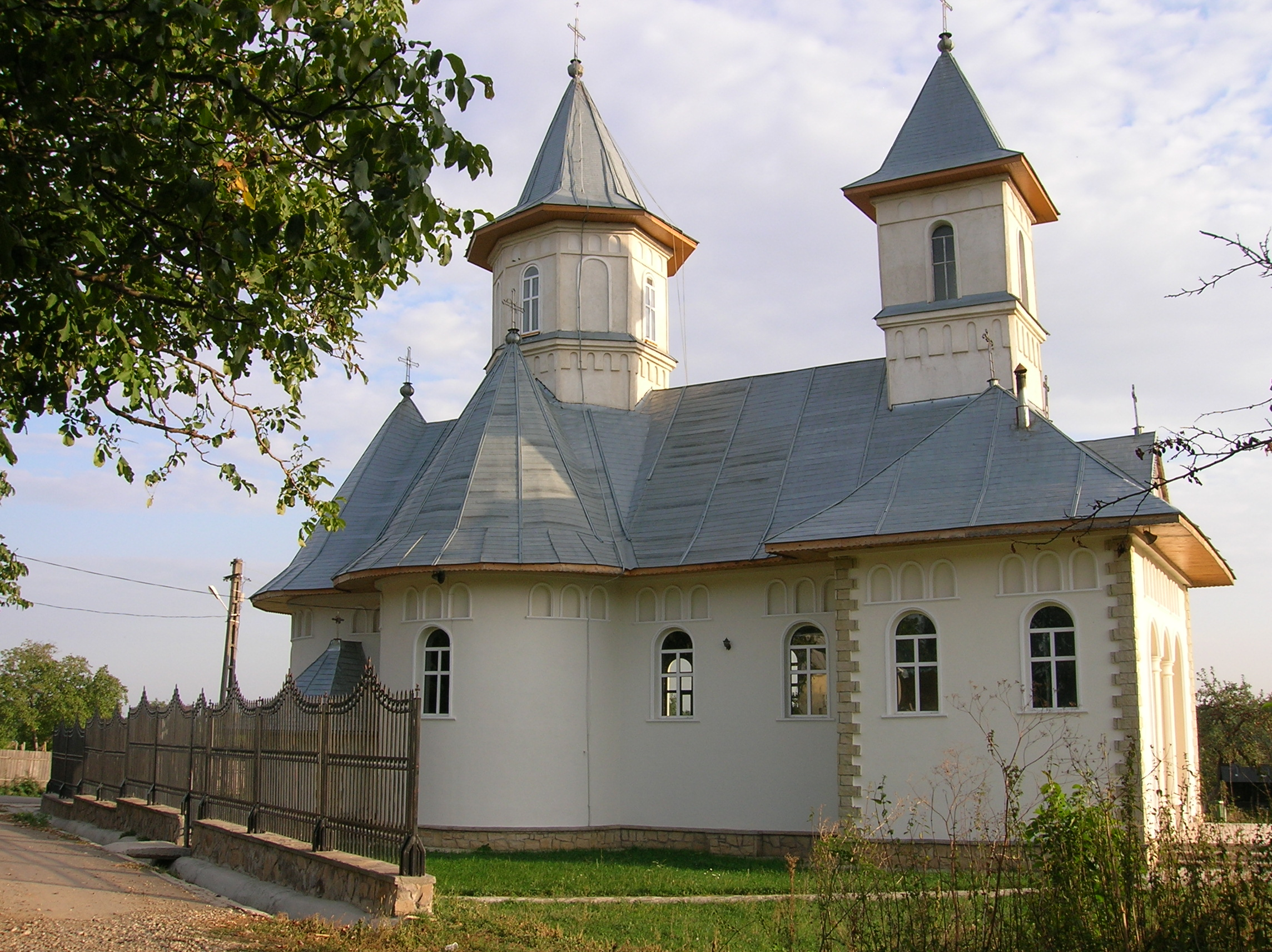
Biserica Adormirea Maicii Domnului din satul Cucova

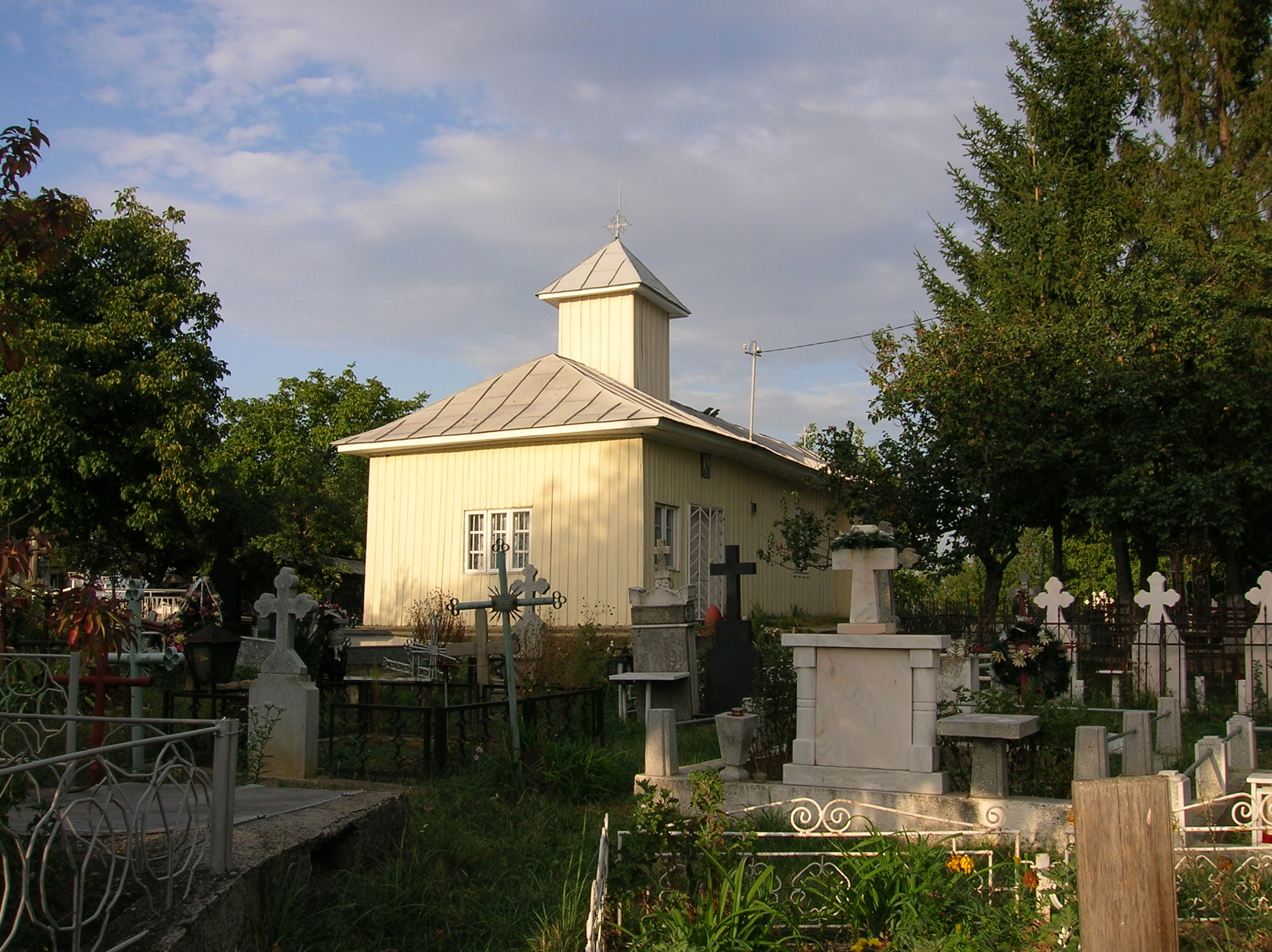
Paraclisul Bisericii Adormirea Maicii Domnului - din satul Cucova

## Populație, activități economice și servicii sociale
Cultul reprezentate pe teritoriul satului este cel Ortodox și Ortodox de Stil vechi.
Activitatea economică principală este reprezentată de agricultură. Se mai practică pentru autoconsum creșterea animalelor și viticultura. Puțini locuitori lucrează în comerț sau servicii.
In satul Cucova este o școala primară - Nr. 4 Cucova.
Biserica parohială locală are hramul "Adormirea Maicii Domnului" și se află pe locul uneia mai vechi - demolate. Noul lăcaș de cult este pictat în tehnica frescă de către pictorul Constantin Zafiu, fiind împodobit cu  catapeteasmă și mobilier - sculptate din lemn de stejar 

## Istoric
Despre toponimul Cucova circulă o legendă , conform căreia  după lupta de la Războieni, Ștefan cel Mare numind mai multe locuri din zonă dupa numele celor șapte feciori ai Vrâncioaiei, a dat locului numele unuia dintre aceștia - Cucu (numele altuia – Sascu a fost dat satului Sascut, cel al lui – Mândru – satului Mândrișca, cel al lui Scurtu - satului Scurta, etc...).
La sfârșitul secolului al XIX-lea, pe teritoriul actual al satului funcționa în plasa Răcăciuni a județului Putna, comuna Cucova, formată doar din satul de reședință. Aceasta avea 658 de locuitori ce trăiau în 177 de case, și o biserică.
Anuarul Socec din 1925 consemnează comunele în plasa Trotuș a aceluiași județ, în care Cucova avea în unicul ei sat 711 locuitori, În același an comuna a fost desființată, satul Cucova trecând la comuna Valea Seacă.

## Repere locale turistice

### Mănăstirea Sfânta Treime
Este o mânăstirea pe stil vechi  cu hramul mare Sfânta Treime și hramul mic Acoperământul Maicii Domnului, situată în satul Cucova.
Istoric

Construcția lăcașului a început în anii 1933-1934 prin grija ieromonahul Ioanichie Dudescu. Au fost ridicate o biserică, câteva chilii și alte anexe.
Mânăstirea odată terminată au început șicane administrative, care – în contextul prigoanei instituite împotriva susținătorilor calendarului iulian, au culminat în 23 aprilie 1935 cu o intervenție a autorităților civile și ecleziastice ortodoxe de stil nou, sprijinite de jandarmii Legiunii Focșani. Sătenii care susțineau mănăstirea și călugării s-au baricadat în curtea acesteia, iar jandarmii folosind armamentul din dotare, împreună cu autoritățile și civilii care le sprijineau au intervenit în forță. Biserica și chiliile au fost devastate și dărâmate, iar icoane, cărți sfinte, odoare bisericești și veșminte au fost distruse. Actul de reprimare a ceea ce a fost considerată a fi rebeliune, s-a soldat cu 5 morți, 28 de răniți grav, 40 de arestați. Ieromonahul Ioanichie Dudescu a fost condamnat la doi ani de închisoare iar terenul mănăstirii a fost transformat într-o livadă.

Ieromonahul Pahomie Moraru împreună cu părintele Antonie Clapon încep în 1956 reconstrucția lăcașului, inițial sub forma unui mic paraclis și a cîtorva chilii, activitate care datorită șicanelor autorităților a trenat până în 1962. Pe măsură ce construcțiile și activitatea de obște se extindeau, autoritățile au reluat amenințările de expulzare și demolare. S-a ajuns la demolarea numai a unor anexe și activitatea religioasă a continuat totuși.
Actual
Este sediu de Episcopie. Aici se află  Teodosie „Brașoveanul” și Antonie „Ploieșteanul” episcopi - vicari, membri ai Sfântului Sinod al Bisericii Ortodoxe de Stil Vechi.

### De vecinătate
- Culmea Pietricica.
- Lacul de acumulare hidroenergetică Berești

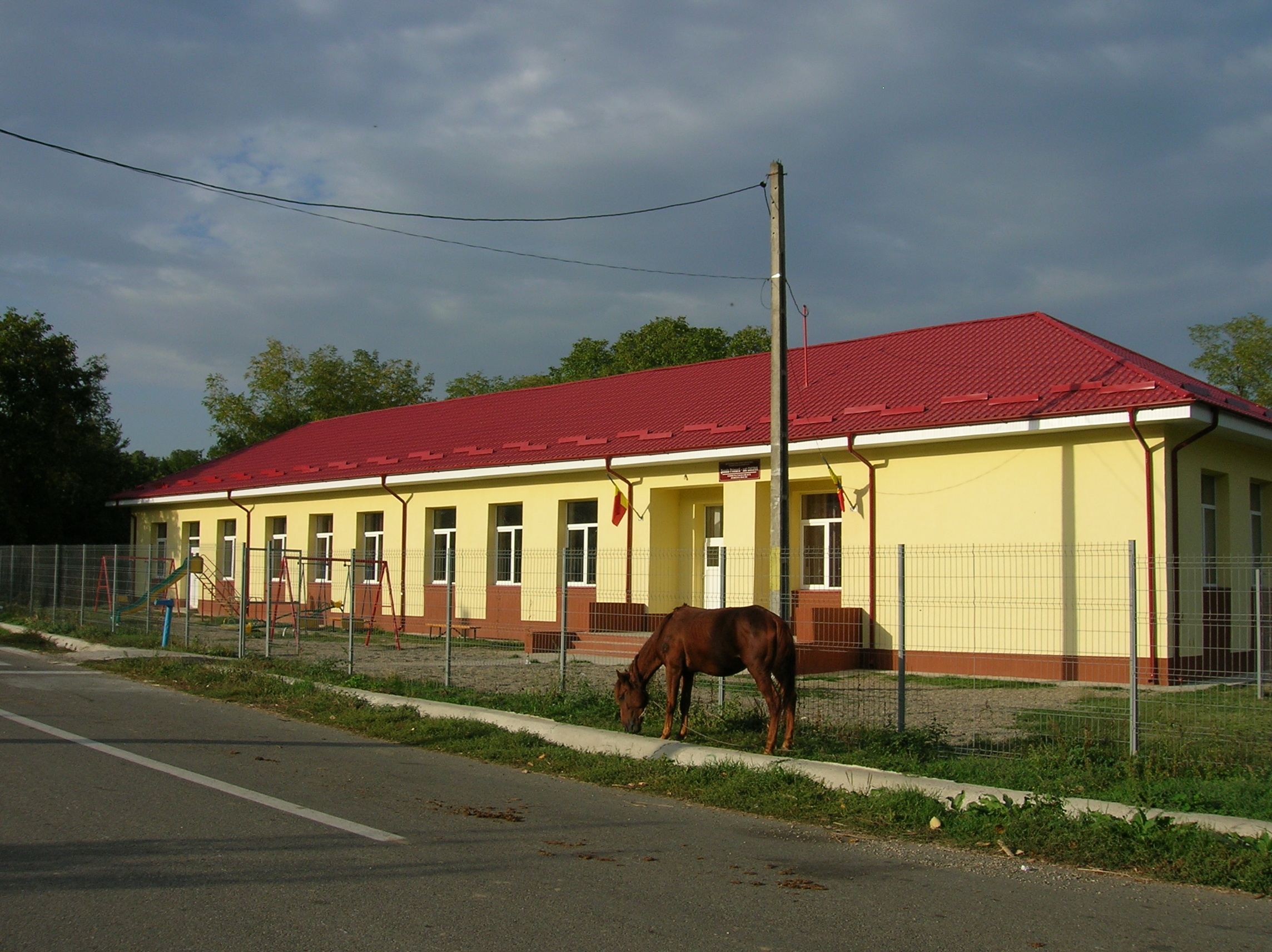
Şcoala cu clasele I-IV Nr. 4 din satul Cucova